# Apple Newton

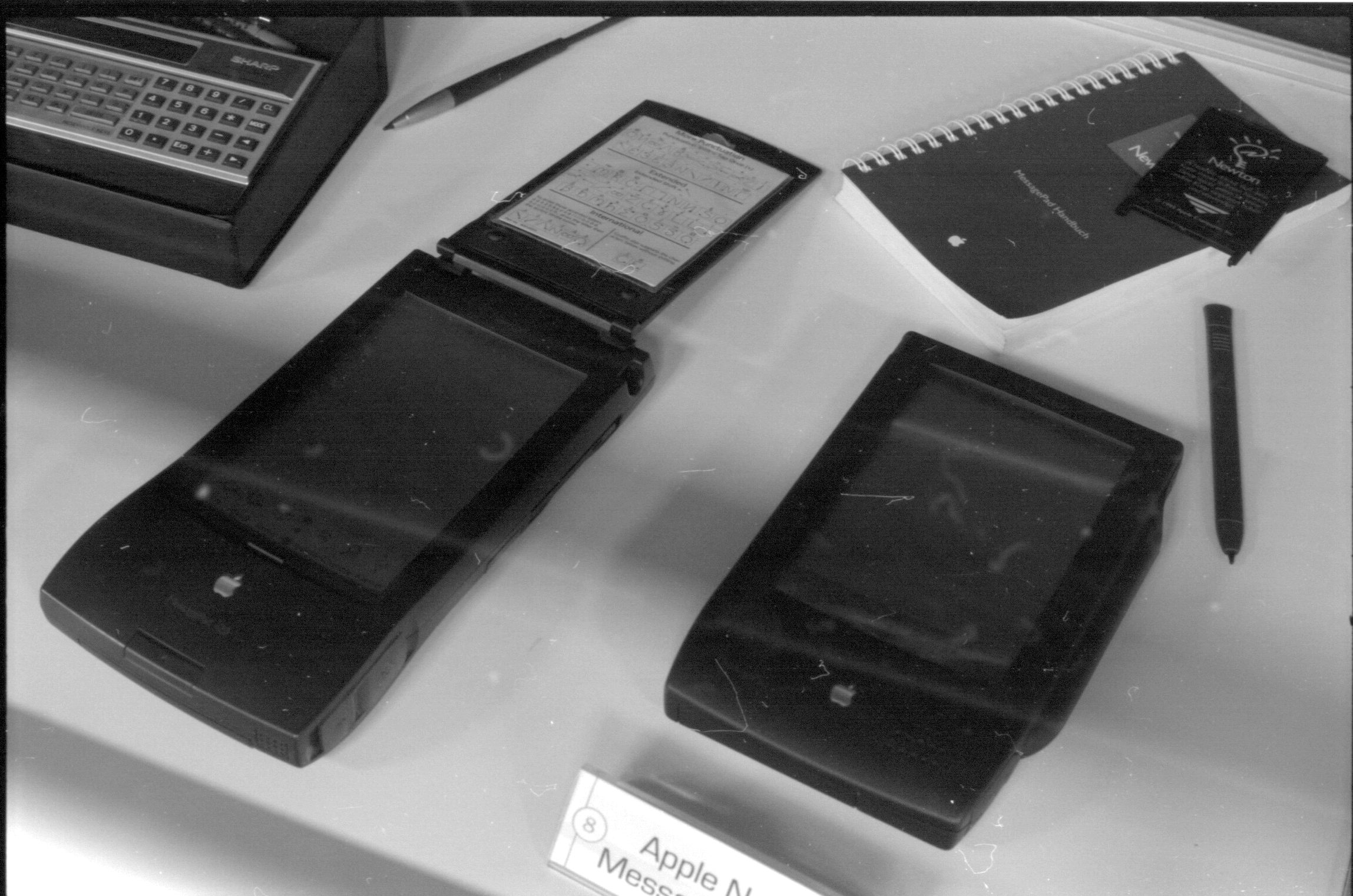
Apple Newton 100

De Apple Newton was een van de eerste pda's. Hij werd ontwikkeld door het bedrijf Apple en werd verkocht vanaf 1993. Apples topman John Sculley bedacht voor apparaten als de Newton het begrip Personal Digital Assistant.
De Newton had een Acorn RISC Machine (ARM)-processor waar een eigen besturingssysteem op draaide, Newton OS genaamd. Hij had een seriële poort en een infraroodpoort. Er zat een PCMCIA-uitbreidingsslot in de apparaten (in de Newton 2000 en 2100 zaten er zelfs twee), waardoor een netwerkverbinding mogelijk was. De Newton kon een telefoonnummer bellen via de luidspreker. Met externe insteekkaarten was ook een fax- en e-mailfunctie mogelijk. Hij beschikte over een vorm van handschriftherkenning.
Commercieel was de Newton geen succes. De handschriftherkenning werkte niet goed, het apparaat was te groot en te duur (bijna $1000), en synchronisatie met een pc verliep moeizaam. Toen de eerste PalmPilot, gebaseerd op Palm OS, verscheen, bleek deze veel beter op de eerdergenoemde punten te presteren. Bovendien werd het Newton het mikpunt van spot. Garry Trudeau besteedde in zijn strip Doonesbury zelfs een week lang aandacht aan de slechte handschriftherkenning van de Newton - overigens zonder het apparaat ooit te hebben geprobeerd.
In 1997 keerde Steve Jobs terug als CEO bij Apple. Hij vond de Newton, die ontwikkeld was in de periode-Scully, ondermaats en hekelde het gebruik van een stylus in plaats van vingers. In 1998 kondigde Apple aan dat de productie van de Newton zou worden gestaakt.

## Modellen
- Messagepad (ook bekend als: Original Messagepad of OMP)
- Newton 100 (gelijk aan OMP)
- Newton 110
- Newton 120
- Newton 130
- Newton eMate
- Newton 2000
- Newton 2100

De Newton 2000 en 2100 beschikten over verbeterde handschriftherkenning, een 160 MHz ARM-processor, versie 2.1 van het Newton OS en een verbeterd scherm met achtergrondverlichting (backlit), zodat het scherm ook in het donker leesbaar was.
In 1997 werd de Newton eMate 300 uitgebracht, een duurzamer en goedkoper (circa US$800) apparaat voor onderwijsinstellingen. Deze had hetzelfde monochrome scherm als de MessagePad, een stylus, een toetsenbord, infraroodpoort en extra poorten voor printers en modems. Deze mini-laptop beschikte over een ingebouwde accu. Andere handhelds werden destijds nog met losse batterijen gevoed.

## Software
De methode van handschriftherkenning van de Apple Newton werd Calligrapher genoemd en was ontwikkeld door het Russische bedrijf Paragraph International. De handschriftherkenning was op zich heel geavanceerd: de gebruiker kon normaal schrijven en hoefde geen apart handschrift te leren. Het systeem kon zich ook aan het handschrift van de gebruiker aanpassen en voorspellen welk woord de gebruiker wilde opschrijven. Vanaf de Newton OS 2.0, ingebouwd vanaf de tweede generatie MessagePad 120, werd een extra vorm van handschriftherkenning toegevoegd (codenaam Rosetta) waarbij de gebruiker in blokletters moest schrijven.
Er was ook een ontwikkeltool om software voor de Newton te schrijven: NewtonScript. Aanvankelijk moest hier een forse prijs voor worden betaald ($1000). Toch is er veel software voor het platform ontwikkeld. Later was de ontwikkeltool gratis verkrijgbaar.
Gegevens werden op de Newton opgeslagen in objectgeoriënteerde (OO) databases, die "soups" werden genoemd. Het bijzondere was dat deze databases beschikbaar waren voor alle programma's ("cross-soup"). Een afspraak kon dus in een notitie worden omgezet en vanuit de agenda kon het adresboek geraadpleegd worden.
Verder kon een programmeur een nieuw type adresboek ontwikkelen, dat gebruikmaakte van de databases van het originele adresboek.